# (5799) Brewington
(5799) Brewington est un astéroïde de la ceinture principale.

## Description
(5799) Brewington est un astéroïde de la ceinture principale. Il fut découvert le 9 octobre 1980 à l'Observatoire Palomar par Carolyn S. Shoemaker. Il présente une orbite caractérisée par un demi-grand axe de 2,62 UA, une excentricité de 0,17 et une inclinaison de 12,5° par rapport à l'écliptique.

## Compléments